# ژاک سواترز
ژاک سواترز (انگلیسی: Jacques Swaters؛ زادهٔ ۳۰ اکتبر ۱۹۲۶ – درگذشتهٔ ۱۰ دسامبر ۲۰۱۰) رانندهٔ مسابقات اتومبیل‌رانی فرمول یک اهل بلژیک، و مالک سابق تیم‌های اکوری فرانکورشان و اکوری ناسیوناله بلژی بود.